# ヘンリー5世 (イングランド王)
ヘンリー5世（Henry V, 1387年9月16日? - 1422年8月31日）は、ランカスター朝のイングランド王（在位：1413年 - 1422年）。ヘンリー4世と最初の妻メアリー・ド・ブーンの子。クラレンス公トマス、ベッドフォード公ジョン、グロスター公ハンフリーの兄。ヘンリー6世の父。
若年の時から戦いに参加し、父を助けてランカスター朝成立期の国内平定に貢献した。
1413年3月20日に即位すると積極的な大陸経営を目指し、1415年、フランス国内のブルゴーニュ派とアルマニャック派の内紛に乗じて休戦中であった百年戦争を再開して、同年10月25日のアジャンクールの戦いで大勝し、フランス軍主力を壊滅させた。
1420年6月2日、フランス王シャルル6世の娘キャサリン（カトリーヌ）と結婚、トロワ条約を締結して自らのフランス王位継承権を認めさせ、ランカスター朝の絶頂期を築いたが、2年後に崩御した。

## 生涯

### 若き日のヘンリー
ヘンリー5世はウェールズのモンマスにあるモンマス城のゲートハウスで生まれた。父はヘンリー・オブ・ボリングブルックこと後のヘンリー4世、母は第7代ヘレフォード伯ハンフリー・ド・ブーンの次女で当時16歳のメアリーである。彼が生まれた時期のイングランドは父の従兄・リチャード2世の統治下にあり、王位継承からはかなり離れていた。そのため出生日さえはっきり分かっておらず、1386年か1387年の8月9日か9月16日の説が有力とされている。
幼少期はオックスフォード大学クイーンズ・カレッジで勉強したが、1398年、12歳の時に父がフランスに追放されたため短期で終わる。既に母も他界していたヘンリーを国王リチャード2世は引き取り、優遇した。
再起を図る父の率いるランカスター派が1399年にイングランドに上陸すると、リチャード2世は捕らえられてしまう。こうして父がヘンリー4世として即位し、彼もプリンス・オブ・ウェールズに叙せられる。そして同年11月10日にランカスター公に叙された。
数年の後、彼はイングランド軍の一部の指揮を実際に執るようになった。1403年のグリンドゥールの反乱に際しては自分の軍隊を率いてウェールズに向かい、さらにこの反乱に加担したヘンリー・パーシー（ホットスパー）に対しても、取って返して父の軍と合流し、シュルーズベリーの戦いで顔に傷を負いつつも、打ち破った。

### 王子としての役割とヘンリー4世との対立
1408年まで、ヘンリーはオワイン・グリンドゥール（オウェイン・グレンダワー）によるウェールズの反乱の鎮圧に注力した。その後、父の健康状態の悪化によって次第に彼の政治的権威が高まってきた。1410年1月からは叔父にあたるヘンリー・ボーフォートとトマス・ボーフォート兄弟に助けられつつ、実質的な政権の支配者になった。
ヘンリーの政策は国内政策・対外政策ともに父と異なっていたため、1411年11月の御前会議に彼は呼ばれなかった。のみならず、翌1412年1月に評議会のメンバーが入れ替わり、ボーフォート派が更迭され代わりに父が信任する人物が入れられた。その中に弟のクラレンス公トマスもいたためヘンリーとクラレンス公の関係は一時悪化した。ボーフォート兄弟が父の退位を画策していた可能性はあるが、この親子が対立するのは政治方針のみであり、後に両者は和解している。そしてボーフォート兄弟に対立する勢力はヘンリーの中傷に躍起になった。
百年戦争期の当時のフランスでは国王シャルル6世は精神異常のため事実上政務を執ることが不可能な状態であり、ブルゴーニュ派とアルマニャック派に分かれて内戦状態にあったため、とても外敵からの自国の安全を保てる状態にはなかった。ヘンリー4世は大陸にあるアキテーヌの保持を第一に考え、外交は消極的で両派から援軍を持ちかけられても露骨な肩入れは避け、1411年10月にブルゴーニュ派の味方として2000人を派兵、1412年8月にアルマニャック派と手を組み4000人のイングランド軍を派遣したが、どちらも小規模ですぐ撤退したため戦局に影響を与えなかった。対するヘンリーは積極的にフランスへ介入するためブルゴーニュ派との関係を重視、内乱に付け込んで北フランスを征服することを目標にしていたため、これが父から遠ざけられる元となった。
1413年3月20日に父王が崩御すると、翌日にはヘンリーが王位を継承し、4月9日に戴冠式が行われた。

### ヘンリー5世の内政

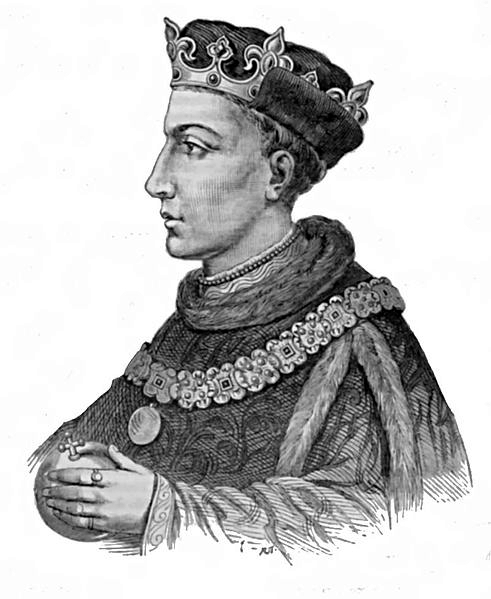

ヘンリー5世は全ての内政問題に直接関与し、そして次第に自身の影響力を高めていった。また、その即位当初から自らをイングランドという連合国家の長と位置付け、過去の国内対立を水に流す方針を明確にした。
まず父と対立したリチャード2世を再度丁重に埋葬し、リチャード2世が在位していた間の推定相続人であるマーチ伯エドマンド・モーティマーをお気に入りとして手元に置き、さらには爵位・領土を没収されて苦しんでいた貴族たちには爵位・領土を順次回復していった。ホットスパーの遺児ヘンリー・パーシーもノーサンバランド伯を継承した。
ヘンリー5世にとって最大の内政課題は、当時異端として迫害されていたロラード派の不満分子に対する対処であった。1414年1月にジョン・オールドカースルの反乱を未然に防いだヘンリー5世は内政基盤を堅固なものとした。1415年6月にサウサンプトンの陰謀事件を除いてはこれ以降の彼の統治期に大きな内政問題は発生していない。
また、政府公式文書での英語の使用を促進した。彼は350年前のノルマン・コンクエスト以来初めて、個人書簡に英語を使用した王であった。

### 外交とフランス遠征

#### フランスへの要求
内政問題が鎮静化したことで、ようやくヘンリー5世は外交問題に注力できるようになった。最初にブルゴーニュ派、次にアルマニャック派から接触があり、それぞれ相手を倒すためイングランドの加勢を必要とし、ヘンリー5世に向けて婚姻関係と領地割譲を提案した。ヘンリー5世はアルマニャック派と交渉しつつ密かに政権から追われたブルゴーニュ派の首領であるブルゴーニュ公ジャン1世（無怖公）にも近付き、ブルゴーニュ派から明確な回答は得られなかったが、アルマニャック派との交渉も平行線を辿った。
ヘンリー5世は
- フランス政府が反乱を起こしたオワイン・グリンドゥールに援助していたことへの賠償
- ブルゴーニュ派・アルマニャック派それぞれに支援を与えていたことへの代償

という理由で、領土割譲とフランス王位を要求した。これを拒否したアルマニャック派に対し、ヘンリー5世は長期休戦状態にあった百年戦争を再開し、フランス遠征を行った。

#### 1415年の遠征
1415年8月11日にフランスに向けて出航したヘンリー5世のイングランド軍は、8月12日に北フランスに上陸し、アルフルール（現セーヌ＝マリティーム県）要塞を包囲し、9月22日にはこれを陥落した（アルフルール包囲戦）。予想以上に長引いた包囲戦で疾病・負傷者が増えたイングランド軍は、補給可能なカレー港に陸路移動を開始した。これを追撃しようとするアルマニャック派を中心とするフランス軍を10月25日のアジャンクールの戦いで撃破し、多くのフランス貴族を捕虜とした。ブルゴーニュ派からの攻撃はなくイングランド軍は11月に帰国、ロンドンで凱旋した。
アジャンクールの戦いでアルマニャック派の幹部は戦死するか捕虜となり、彼らは過酷に扱われ長期間イングランドに幽閉された。この中にオルレアン公シャルルとアルテュール・ド・リッシュモンなどがおり、ヘンリー5世が死ぬか、長い年月を経た末でなければ釈放されなかった。また、ヘンリー5世は継母（父の後妻）でリッシュモンの実母ジョーン・オブ・ナヴァールに対しても邪険に扱ったとされる。

#### 外交と制海権
イギリス海峡の制海権を確固たるものにするためには、フランスだけでなく、フランスと同盟するヨーロッパ各国を海峡から締め出す必要があった。
アジャンクールの戦いの後、神聖ローマ皇帝ジギスムントはイングランドとフランスの和平調停のためヘンリー5世のもとを訪れた。ヘンリー5世のフランスに対する要求を緩和するように説得するためである。ヘンリー5世は皇帝を歓待し、ガーター勲章まで授与した。ジギスムントは返礼としてヘンリー5世をドラゴン騎士団に登録した。数ヶ月後の1416年8月15日、イングランドのフランスへの賠償請求権を認めたジギスムントはカンタベリー条約を締結してイングランドを去った。

#### 1417年の遠征
イングランド国王と神聖ローマ皇帝との間につながりができたことで、1417年の教会大分裂の収束に道筋がつき、フランスと大陸諸勢力との分離が進んだ。これを好機として、アジャンクールの戦いの疲弊を癒したヘンリー5世は再び、さらに大規模な進攻作戦を開始した。
8月に始まったイングランドの征服活動でカーンなどノルマンディー地方の沿海部はまたたくまに占領され、ルーアンの町も1418年7月からパリから分断された状態で攻め立てられた。フランス政府はブルゴーニュ派とアルマニャック派の抗争で機能していなかった。ヘンリー5世は巧みに両派を争わせつつ、9月にシェルブールを、1419年1月にルーアンを陥落させた。
抵抗したノルマンディーのフランス人は厳しく罰せられた。城壁からイングランド人捕虜の首をぶら下げたアラン・ブランシャールは瞬く間に処刑され、イングランド国王を破門したルーアンの司祭ロバート・ドゥ・リベットはイングランドに送られて5年間牢獄に入れられた。
8月、イングランド軍はパリ城外まで達した。ここに至って王太子シャルル（後のシャルル7世）とブルゴーニュ公ジャン無怖公はイングランドに対して共闘すべく和解の交渉を開始したが、9月10日の交渉の場で王太子の支持者が無怖公を暗殺した。そこで新ブルゴーニュ公フィリップ3世（善良公）とブルゴーニュ派はヘンリー5世のイングランド軍と協同することにし、フランス王室も交えた6ヶ月の交渉の末1420年5月にトロワ条約が結ばれた。この条約の中で、ヘンリー5世がフランスの王位継承者・摂政となることが認められた。
そして6月2日、ヘンリー5世はシャルル6世の娘カトリーヌ（キャサリン）と結婚した。6月から7月にかけてモントローの城に押し寄せ、陥落させた。さらに11月にはムランを占領し、ルーアンに滞在した後1421年2月にイングランドへ帰国した。

#### 1421年の遠征と崩御
イングランド滞在から4ヶ月後の6月10日、ヘンリー5世は自身最後の遠征のためフランスに向けて出航した。これは南フランスに抵抗の拠点を移した王太子とアルマニャック派の勢力があなどれないからで、フランス駐在のイングランド軍の指揮官だった弟のクラレンス公が3月22日のボージェの戦いで討ち取られていたため報復の意味もあった。7月から8月にかけてヘンリー5世の軍はドルーを制圧し、シャルトルで同盟軍を支援した。その年の10月にはモーを包囲し、7ヶ月もの長期間包囲した末の翌1422年5月2日に攻略した（モー包囲戦）。
ところが同年8月31日、ヘンリー5世はパリ郊外のヴァンセンヌの森で、モー包囲戦の際に感染していた赤痢にて崩御した。34歳であった。わずか数か月前に、息子ヘンリー6世の名前で弟のベッドフォード公ジョンをフランスの摂政に任命したばかりであった。ヘンリー5世としてはトロワ条約の締結の時、病弱な義父シャルル6世よりは長生きする自信があったため「次のフランス王」と取り決めたが、結局ほんの2ヶ月ではあるがシャルル6世の方が長生きすることになった。
キャサリンはヘンリー5世の亡骸をロンドンに運び、11月7日にウェストミンスター寺院に埋葬した。ヘンリー5世の崩御後、キャサリンは1437年に死ぬまでウェールズ人の侍従オウエン・テューダーと密接な生活を送ったが（密かに結婚したかも知れない）、彼らの孫こそが後にテューダー朝を開いたヘンリー7世である。

## シェイクスピア史劇
シェイクスピアの史劇『ヘンリー五世』の主人公として取り上げられ、『ヘンリー四世 第1部』『ヘンリー四世 第2部』でもハル王子の名前で重要な役回りで登場する。

### 映画
- ヘンリィ五世（1944年、監督・主演：ローレンス・オリヴィエ）
- ヘンリー五世（1989年、監督・主演：ケネス・ブラナー）
- キング (2019年、ティモシー・シャラメ)

### テレビ映画
- ホロウ・クラウン/嘆きの王冠 (2012年、トム・ヒドルストン)

## 系図
|                                      |                                      |                                      |                                      |                                      |                                      |  |  |            |            |            |            |            |            |  |  |                                |                                |                                |                                |                                |                                |  |  |                      |                      |                      |                      |                      |                      |  |  |              |            |            |            |            |            |  |  |  |  |  |  |  |  |  |  |  |  |  |  |  |  |  |  |  |  |  |  |  |  |  |  |
| （プランタジネット朝） エドワード3世 |                                      |                                      |                                      |                                      |                                      |  |  |            |            |            |            |            |            |  |  |                                |                                |                                |                                |                                |                                |  |  |                      |                      |                      |                      |                      |                      |  |  |              |            |            |            |            |            |  |  |  |  |  |  |  |  |  |  |  |  |  |  |  |  |  |  |  |  |  |  |  |  |  |  |
|                                      |                                      |                                      |                                      |                                      |                                      |  |  |            |            |            |            |            |            |  |  |                                |                                |                                |                                |                                |                                |  |  |                      |                      |                      |                      |                      |                      |  |  |              |            |            |            |            |            |  |  |  |  |  |  |  |  |  |  |  |  |  |  |  |  |  |  |  |  |  |  |  |  |  |  |
|                                      |                                      |                                      |                                      |                                      |                                      |  |  |            |            |            |            |            |            |  |  |                                |                                |                                |                                |                                |                                |  |  |                      |                      |                      |                      |                      |                      |  |  |              |            |            |            |            |            |  |  |  |  |  |  |  |  |  |  |  |  |  |  |  |  |  |  |  |  |  |  |  |  |  |  |
| エドワード黒太子                     | エドワード黒太子                     | エドワード黒太子                     | エドワード黒太子                     | エドワード黒太子                     | エドワード黒太子                     |  |  | ライオネル | ライオネル | ライオネル | ライオネル | ライオネル | ライオネル |  |  | ジョン                         | ジョン                         | ジョン                         | ジョン                         | ジョン                         | ジョン                         |  |  |                      |                      |                      |                      |                      |                      |  |  | エドマンド   | エドマンド | エドマンド | エドマンド | エドマンド | エドマンド |  |  |  |  |  |  |  |  |  |  |  |  |  |  |  |  |  |  |  |  |  |  |  |  |  |  |
| エドワード黒太子                     | エドワード黒太子                     | エドワード黒太子                     | エドワード黒太子                     | エドワード黒太子                     | エドワード黒太子                     |  |  | ライオネル | ライオネル | ライオネル | ライオネル | ライオネル | ライオネル |  |  | ジョン                         | ジョン                         | ジョン                         | ジョン                         | ジョン                         | ジョン                         |  |  |                      |                      |                      |                      |                      |                      |  |  | エドマンド   | エドマンド | エドマンド | エドマンド | エドマンド | エドマンド |  |  |  |  |  |  |  |  |  |  |  |  |  |  |  |  |  |  |  |  |  |  |  |  |  |  |
|                                      |                                      |                                      |                                      |                                      |                                      |  |  |            |            |            |            |            |            |  |  |                                |                                |                                |                                |                                |                                |  |  |                      |                      |                      |                      |                      |                      |  |  |              |            |            |            |            |            |  |  |  |  |  |  |  |  |  |  |  |  |  |  |  |  |  |  |  |  |  |  |  |  |  |  |
| （プランタジネット朝） リチャード2世 | （プランタジネット朝） リチャード2世 | （プランタジネット朝） リチャード2世 | （プランタジネット朝） リチャード2世 | （プランタジネット朝） リチャード2世 | （プランタジネット朝） リチャード2世 |  |  |            |            |            |            |            |            |  |  | （ランカスター朝） ヘンリー4世 | （ランカスター朝） ヘンリー4世 | （ランカスター朝） ヘンリー4世 | （ランカスター朝） ヘンリー4世 | （ランカスター朝） ヘンリー4世 | （ランカスター朝） ヘンリー4世 |  |  | ジョン・ボーフォート | ジョン・ボーフォート | ジョン・ボーフォート | ジョン・ボーフォート | ジョン・ボーフォート | ジョン・ボーフォート |  |  |              |            |            |            |            |            |  |  |  |  |  |  |  |  |  |  |  |  |  |  |  |  |  |  |  |  |  |  |  |  |  |  |
| （プランタジネット朝） リチャード2世 | （プランタジネット朝） リチャード2世 | （プランタジネット朝） リチャード2世 | （プランタジネット朝） リチャード2世 | （プランタジネット朝） リチャード2世 | （プランタジネット朝） リチャード2世 |  |  |            |            |            |            |            |            |  |  | （ランカスター朝） ヘンリー4世 | （ランカスター朝） ヘンリー4世 | （ランカスター朝） ヘンリー4世 | （ランカスター朝） ヘンリー4世 | （ランカスター朝） ヘンリー4世 | （ランカスター朝） ヘンリー4世 |  |  | ジョン・ボーフォート | ジョン・ボーフォート | ジョン・ボーフォート | ジョン・ボーフォート | ジョン・ボーフォート | ジョン・ボーフォート |  |  |              |            |            |            |            |            |  |  |  |  |  |  |  |  |  |  |  |  |  |  |  |  |  |  |  |  |  |  |  |  |  |  |
|                                      |                                      |                                      |                                      |                                      |                                      |  |  |            |            |            |            |            |            |  |  |                                |                                |                                |                                |                                |                                |  |  |                      |                      |                      |                      |                      |                      |  |  |              |            |            |            |            |            |  |  |  |  |  |  |  |  |  |  |  |  |  |  |  |  |  |  |  |  |  |  |  |  |  |  |
|                                      |                                      |                                      |                                      |                                      |                                      |  |  |            |            |            |            |            |            |  |  | ヘンリー5世                    |                                |                                |                                |                                |                                |  |  |                      |                      |                      |                      |                      |                      |  |  |              |            |            |            |            |            |  |  |  |  |  |  |  |  |  |  |  |  |  |  |  |  |  |  |  |  |  |  |  |  |  |  |
|                                      |                                      |                                      |                                      |                                      |                                      |  |  |            |            |            |            |            |            |  |  |                                |                                |                                |                                |                                |                                |  |  |                      |                      |                      |                      |                      |                      |  |  | （ヨーク朝） |            |            |            |            |            |  |  |  |  |  |  |  |  |  |  |  |  |  |  |  |  |  |  |  |  |  |  |  |  |  |  |
|                                      |                                      |                                      |                                      |                                      |                                      |  |  |            |            |            |            |            |            |  |  | ヘンリー6世                    |                                |                                |                                |                                |                                |  |  |                      |                      |                      |                      |                      |                      |  |  |              |            |            |            |            |            |  |  |  |  |  |  |  |  |  |  |  |  |  |  |  |  |  |  |  |  |  |  |  |  |  |  |
|                                      |                                      |                                      |                                      |                                      |                                      |  |  |            |            |            |            |            |            |  |  |                                |                                |                                |                                |                                |                                |  |  | （テューダー朝）     |                      |                      |                      |                      |                      |  |  |              |            |            |            |            |            |  |  |  |  |  |  |  |  |  |  |  |  |  |  |  |  |  |  |  |  |  |  |  |  |  |  |